# Tilda Publishing
Tilda Publishing (сокр. Tilda) — блочный конструктор сайтов, не требующий навыков программирования. Позволяет создавать сайты, интернет-магазины, посадочные страницы, блоги и email-рассылки.
Сайты на платформе собираются из готовых блоков, которые автоматически адаптируются под мобильные устройства и выделены в смысловые категории (например, обложка сайта, меню, форма, текст, изображение). Также с помощью встроенного редактора Zero Block можно спроектировать свой собственный блок, добавляя отдельные модули (текст, форма, геометрическая фигура, изображение, кнопка, HTML, галерея, видео, тултип), располагая их на экране в режиме Drag-and-drop.
Tilda работает по модели Freemium: на сервисе есть возможность использовать бесплатный план для создания сайтов и несколько вариантов подписки, которые отличаются функциональностью: например, количеством доступных для создания сайтов блоков, возможностью экспорта кода, доступом к API.
Основателем сервиса является Никита Обухов — арт-директор, предприниматель, автор курсов и интенсивов по дизайну.
Пользователи Tilda Publishing создают сайты, которые были награждены несколькими премиями: первое место в номинации «Промышленность и оборудование» Рейтинга рунета 2016, первое место Bitrix Design Cup 2016, третье место в номинации «Сайт промышленной или ТЭК компании» премии «Золотой сайт 2015».
Tilda Publishing стала лауреатом «Премии Рунета 2019» в номинации «Технологии и инновации».